# Gisela Hopfmüller
Gisela Hopfmüller-Hlavac (* 1955 in Klagenfurt) ist eine österreichische Radio- und TV-Journalistin.

## Leben
Nach der Matura im Jahre 1973 studierte sie in Graz Kunstgeschichte und Germanistik. 1980 promovierte sie zum Dr. phil.
Erste journalistische Erfahrungen sammelte Hopfmüller bereits während ihrer Schulzeit bei der Volkszeitung in Klagenfurt und später bei der Süd-Ost-Tagespost in Graz. Von 1980 bis 1982 arbeitete sie als Kulturredakteurin bei der Kärntner Volkszeitung. Bereits ein Jahr später wurde sie dort Ressortleiterin.
1982 zog sie nach Wien und wurde Leiterin der FPÖ-Bundespressestelle. 1984 wechselte sie zum ORF-Radio, für das sie zunächst als freie Mitarbeiterin arbeitete. Nach wenigen Monaten wurde sie Redakteurin im Ressort Innenpolitik, wo sie vor allem durch ihre kritischen Interviews mit Politikern bekannt wurde. 1991 wurde sie als erste Frau im ORF mit der Leitung eines Innenpolitik-Ressorts betraut.
Von 1997 bis 2002 war Hopfmüller Sendungsverantwortliche und Moderatorin des Politikmagazins „Report“ im ORF-Fernsehen. Von 1. Juni 2002 bis 2009 leitete sie die Hauptabteilung „Bildung und Zeitgeschehen“ des ORF und war damit für die gesamte Wissenschaftsberichterstattung im TV verantwortlich. Zeitweise hat sie auch das Wissensmagazin Modern Times moderiert.
Seit 2010 ist sie als freie Journalistin und Moderatorin tätig.
Gisela Hopfmüller ist mit dem Journalisten Franz Hlavac verheiratet und lebt in Wien. Seit 2002 haben die beiden einen zweiten Wohnsitz in Friaul-Julisch Venetien und sind ausgewiesene Experten für die italienische Region, zu der sie zahlreiche Bücher veröffentlicht haben.